# Hargicourt (Somme)
Hargicourt ist eine Commune déléguée in der nordfranzösischen Gemeinde Trois-Rivières mit 406 Einwohnern (Stand: 1. Januar 2019) im Département Somme in der Region Hauts-de-France.

## Geographie
Die von der Nachbargemeinde Pierrepont-sur-Avre nur durch das Flüsschen getrennte Gemeinde liegt im Tal des Trois Doms an dessen Mündung in die Avre an den Départementsstraßen D83 und D483, rund 11 km nördlich von Montdidier. Durch das Gemeindegebiet verläuft die Bahnstrecke Amiens-Montdidier mit einem Haltepunkt.

## Geschichte
Die Gemeinde erhielt als Auszeichnung das Croix de guerre 1914–1918.
Die Gemeinde Hargicourt wurde am 1. Januar 2019 mit Contoire und Pierrepont-sur-Avre zur Commune nouvelle Trois-Rivières zusammengeschlossen. Sie hat seither den Status einer Commune déléguée. Die Gemeinde Hargicourt gehörte zum Arrondissement Montdidier und zum Kanton Roye.

## Einwohner
| 1962 | 1968 | 1975 | 1982 | 1990 | 1999 | 2006 | 2010 |
| ---- | ---- | ---- | ---- | ---- | ---- | ---- | ---- |
| 345  | 334  | 312  | 341  | 344  | 357  | 362  | 403  |

## Verwaltung
Bürgermeister (maire) ist seit 2001 James Clabault.	

## Sehenswürdigkeiten
- Kirche Saint-Georges aus dem 19. Jahrhundert